# Kjell Engman

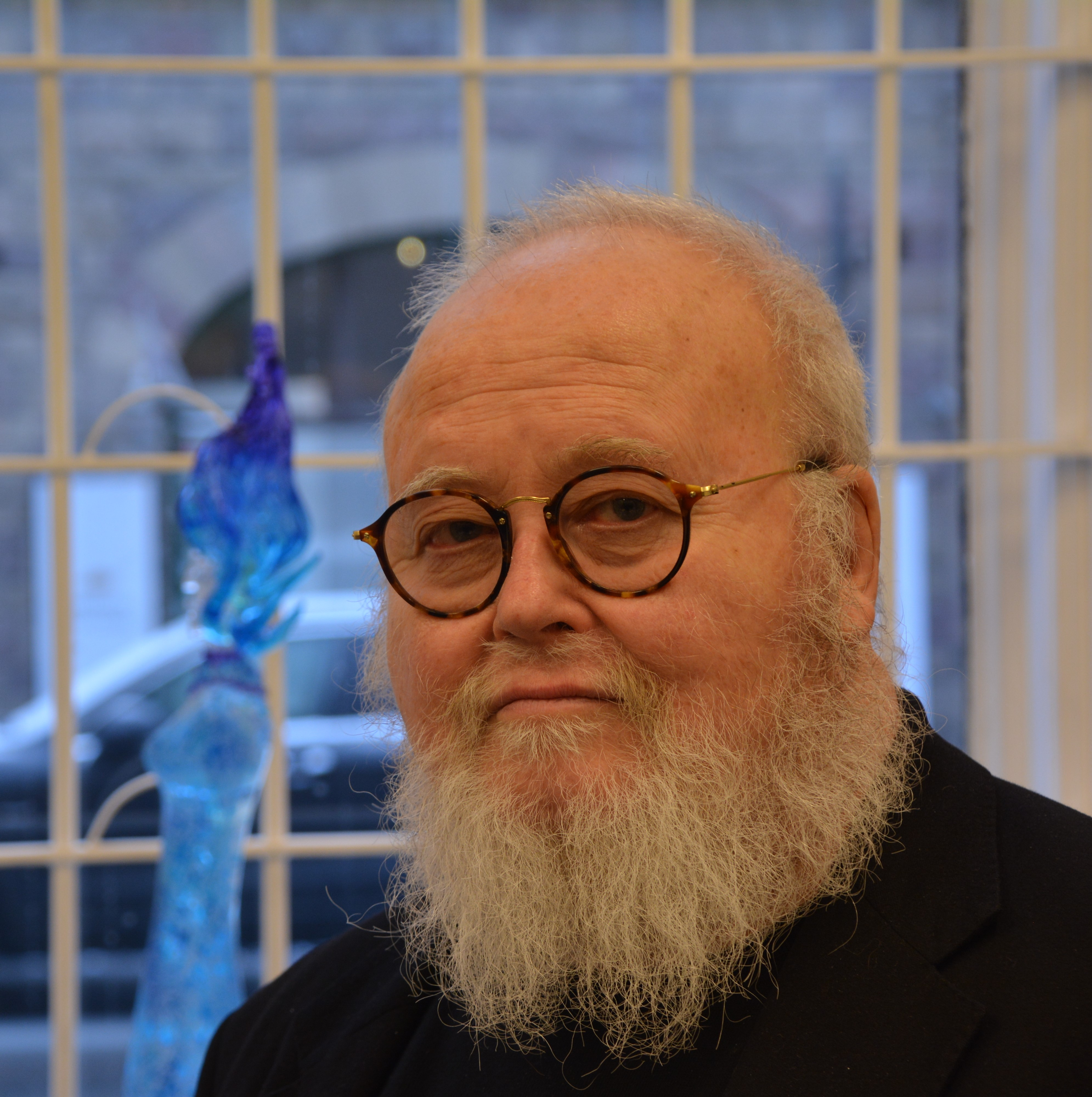
Kjell Engman

Kjell Engman (* 3. Juni 1946 in Stockholm) ist ein schwedischer Künstler, Glas-Designer und Musiker. Er entwirft seit 1978 Gebrauchs- und Kunstglasobjekte für die schwedische Glasmanufaktur Kosta Boda.

## Leben, Ausbildung und Werk

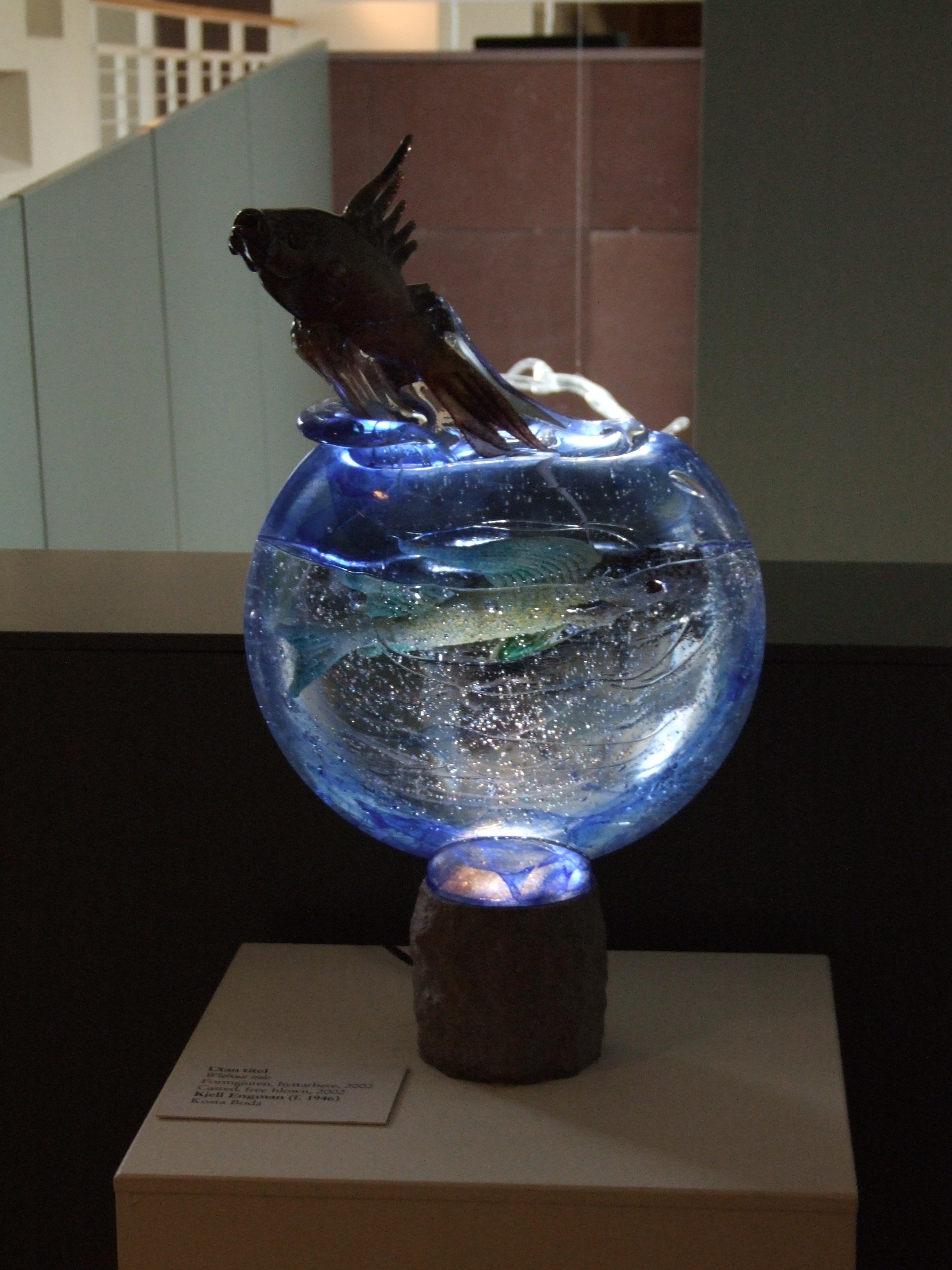
A leaping fish

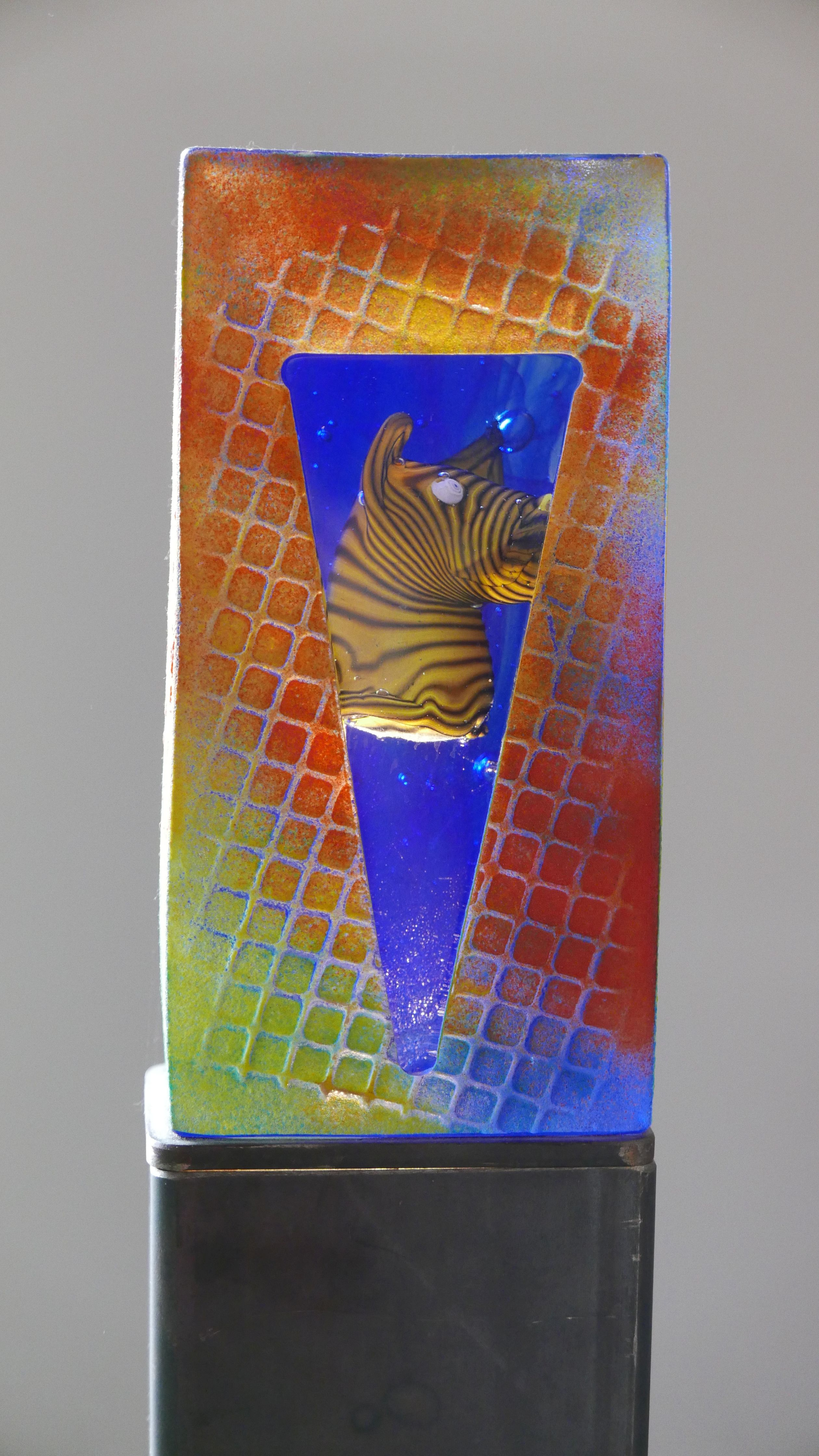
Lichtobjekt von Kjell Engman

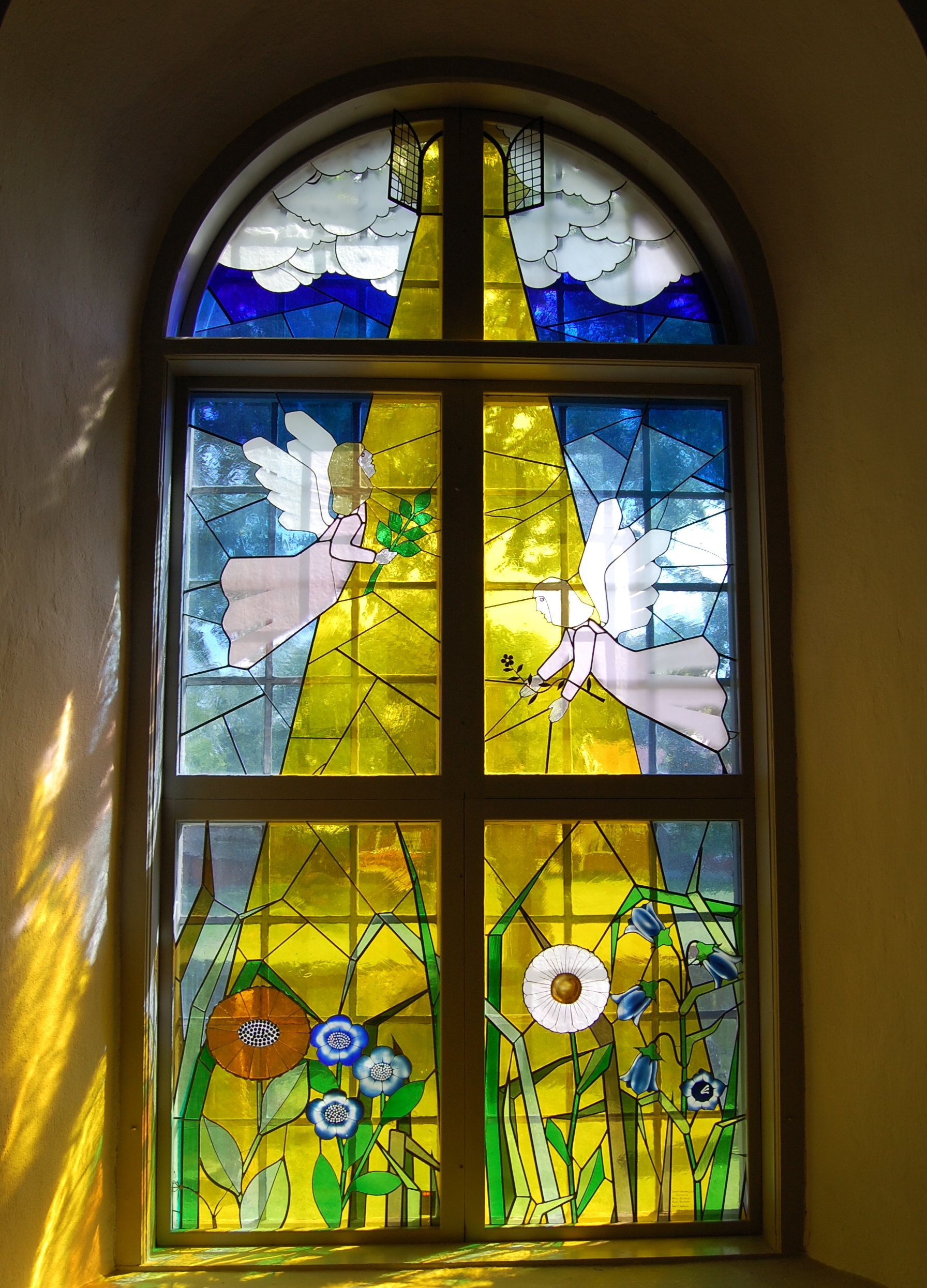
Fenster der Kristvalla Kyrka in Dovetorp

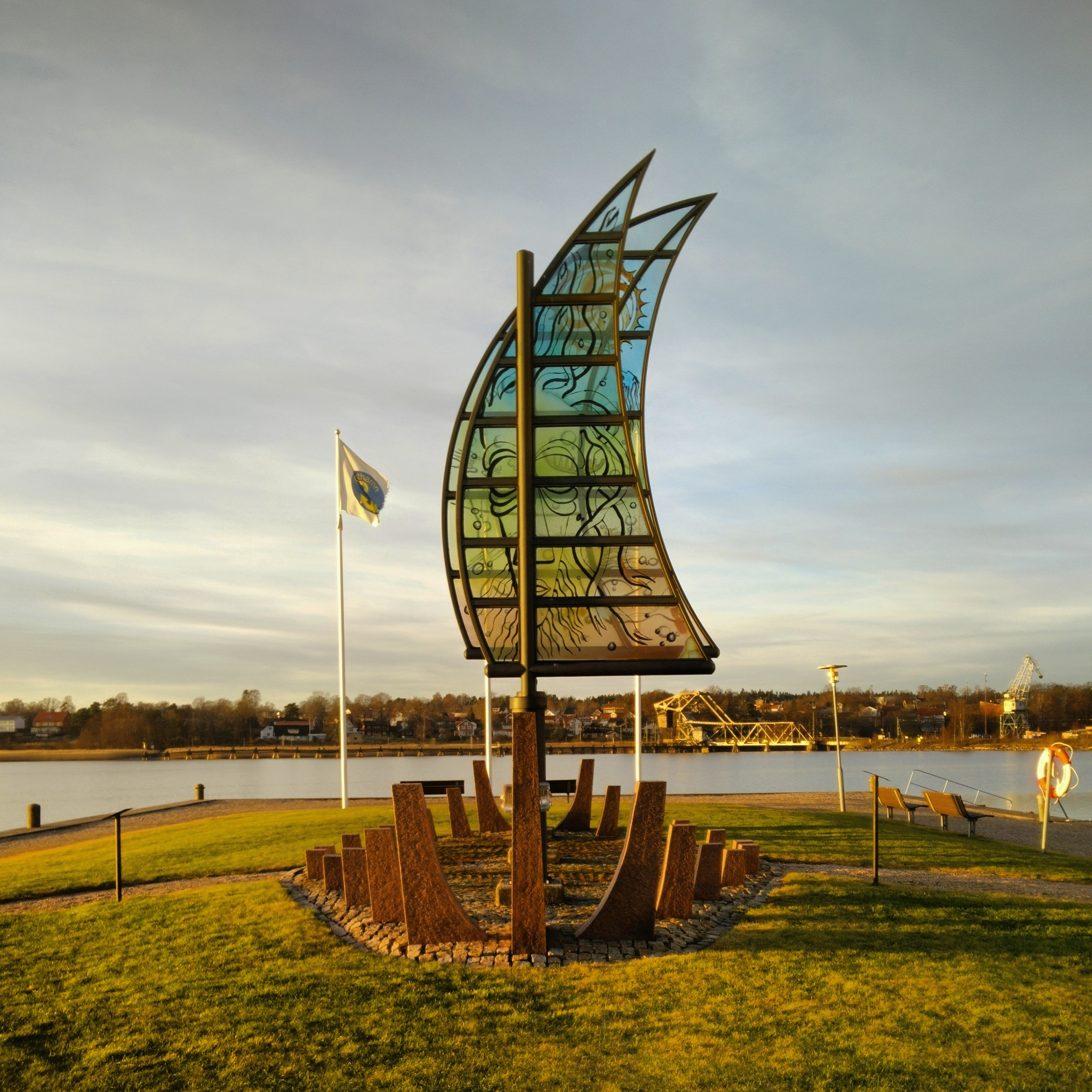
Glasinstallation Andarnas skepp zum 350. Jahrestag Vänersborgs, 1994

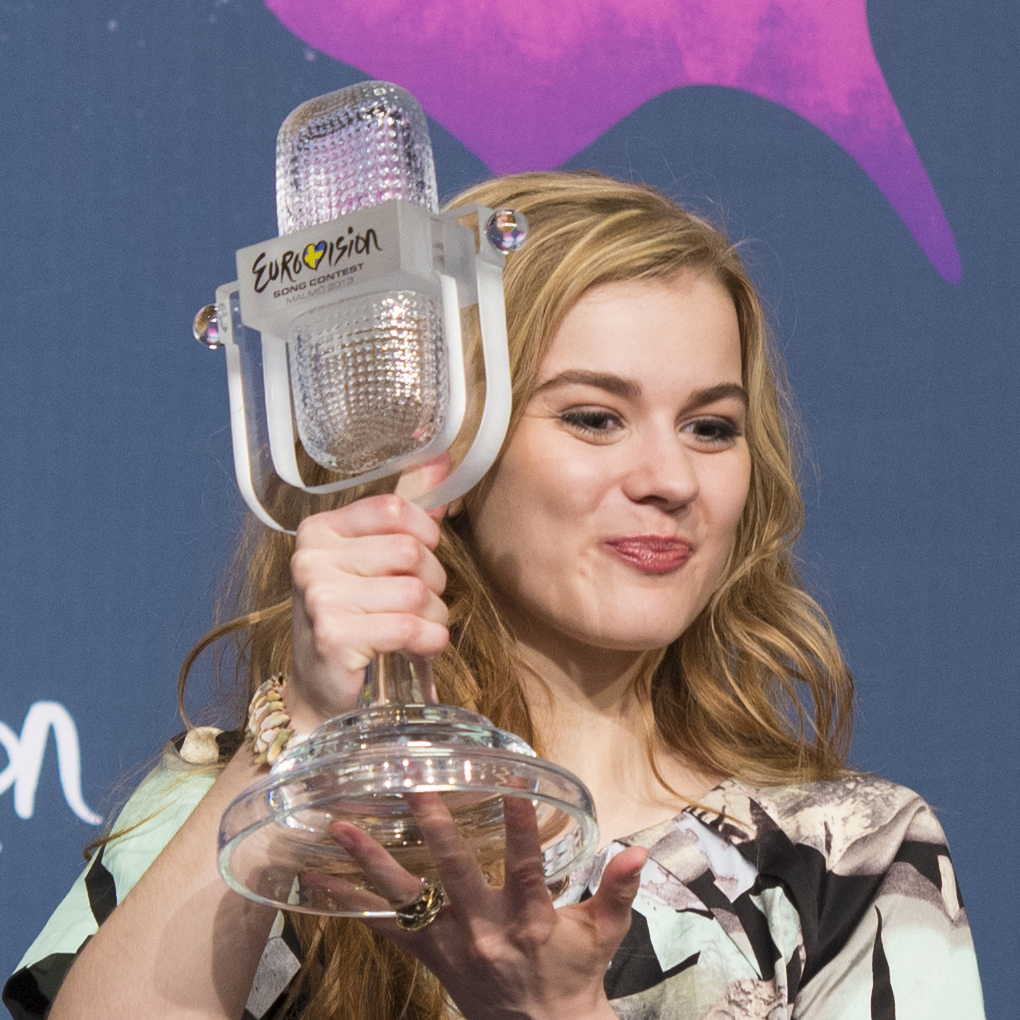
Emmelie de Forest mit dem Siegerpokal von Kjell Engman beim Eurovision Song Contest 2013

Am 3. Juni 1946 wurde Kjell Engman als erster Sohn des Friseurs Lennart Engman und seiner Frau Märta geboren.
Die Schulausbildung fiel ihm aufgrund einer Legasthenie schwer und er konzentrierte sich auf das Zeichnen, die Musik und Mathematik.
Nachdem er einige Zeit als Verkäufer gearbeitet hatte, absolvierte Kjell Engman seine Ausbildung ab 1973 an der Kunstakademie in Göteborg und in der Kunsthochschule in Stockholm. Während seines Studiums leistete er ein einjähriges Praktikum bei Kosta Boda ab und lernte während des Freistellungssemesters in Åfors Bertil Vallien kennen. Der Geschäftsführer von Åfors Erik Rosén beauftragte Engman mit dem Entwurf einer typisch schwedischen Glasschale. Engmans erstes Objekt Rapsodi war eine dicke Glasschale, welche eine Mitsommerstange und ein tanzendes Paar zeigt, die sich für mehr als 24 Millionen Schwedische Kronen (entspricht etwa 2,7 Millionen Euro) verkaufte.
Direkt nach Abschluss des Studiums ging er 1978 als Glasdesigner zur Glasmanufaktur Kosta Boda. Im Jahr 1981 besuchte er einen Kurs am Pilchuck Art Center im Staat Washington.
Für Kosta Boda entwarf Kjell Engman in der Boda Glasbruk Gebrauchsglas und Kunstglasobjekte. Seine Glasobjekte zeichnen sich durch kräftige Farben und spielerische Formen aus. Er setzt sich oft mit dem Thema Wasser auseinander oder wählt Motive aus der Tier- und Pflanzenwelt. Aber auch kräftig gefärbte Glasobjekte, Masken und Alltagsgegenstände, wie Musikinstrumente, Schuhe, Kleider oder Flaschen gehören zu seinen populären Entwürfen. Im Jahr 2009 richtete er sein künstlerisches Atelier in der Kosta Glasbruk ein.
In den letzten Jahrzehnten inszenierte er umfangreiche Glasinstallationen an ungewöhnlichen Orten, wie in Kraftwerkskavernen, in der alten Tabaksfabrik von Malmö oder in einer ehemaligen Schuhfabrik in Örebro. Für Kirchen und öffentliche Bauten gestaltete er Fenster und Dekorationsobjekte aus buntem Glas.
Für zahlreiche Wettbewerbe, wie für die schwedische Ausgabe der Tanzshow Let’s dance oder Stars on Ice entwarf Engman die Glaspokale. Seit 2008 entwirft Engman den Siegerpokal für den Eurovision Song Contest, der jedes Jahr etwas verändert und mit dem Schriftzug des jeweiligen Austragungsortes versehen wird.
Neben dem Entwerfen von Glasobjekten beschäftigt sich Engman mit Klanginstallationen. Durch seinen Vater wurde bereits in den frühen Jahren sein Interesse an Musik geweckt. Er spielte in verschiedenen Rockbands und wandte sich als Gastmusiker der Wisperings Bigband Ende der 1960er Jahre dem Jazz zu. Später komponierte er in seinem Tonstudio auf Öland elektronische Musik mit ausgefeilten Sound- und Geräuscheffekten.
Kjell Engmans Glasobjekte sind heute in zahlreichen schwedischen und internationalen Glas- und Kunstmuseen zu finden, unter anderem im Schwedischen Glasmuseum in Växjö, im Schwedischen Nationalmuseum Stockholm, im Glasmuseum in Ebeltoft, im Corning Museum of Glass sowie im Caesars Palace in Las Vegas.

## Auszeichnungen
- 1982: Schwedischer Nationalpreis
- 1988: Emmaboda Culture Award
- 1992: Design Plus Award, Frankfurter Messe Ambiente

## Installationen (Auswahl)
- Oasen in der Universität Örebro, 2004
- Drömmarnas Brun, Shanghai 2007
- Hässleholms Galleria, 2010
- Vakande Öga, Malmö 2010
- Nya Wermlands Tidning, Karlstad
- Andarnas Skepp, Vänersborg

## Öffentliche Aufträge (Auswahl)
- Kirche von Kristvalla
- Ryhovssjukhus Jönköping, 1995
- Dekoration des Hotel Royal, Malmö
- Dekoration des Kosta Art Hotel, 2009
- Celebration of life, Konzerthaus Vara, 2011
- Glasbar, Helsingfors, Finnland

## Einzelausstellungen (Auswahl)
- KADEWE, 1996, 2005
- Water of Myth, Lund, 1997
- A Magic Dream, Örebro, 2001
- Frankfurt Fair, Frankfurt/M.,  1994, 2002
- Sofa Art Fair, Chicago, USA, 1994, 1995, 2000, 2003
- Stockholm Art Fair, 1989–1995, 1997, 2002, 2004,
- Spirit of Africa
- Motion
- Varbergs Fästning
- Chakra
- Catwalk in der Tabaksfabrik, Malmö 2004
- Kulturzentrum Athen, 2007
- Corning Museum of Glass, 2007
- Helsinki Art Fair, Helsinki, 2008
- Arténim Art Fair, Nizza, 2008
- Ekerums Konsthall, 2001–2013
- Angles City
- Vattenfalls bergrum, Stenungsund, 2013

## Gemälde (Auswahl)
- On Wings of Music
- Raven feathers
- Passions
- Twins
- Transformation
- Curious
- Angels and Demons
- From Shadow to Death